# Caius Claudius Marcellus (consul en -49)
Pour les articles homonymes, voir Caius Claudius Marcellus.
Caius Claudius Marcellus est fréquemment confondu avec son cousin portant le même nom que lui, qui fut consul en 50 av. J.-C.
Il est le frère de Marcus Claudius Marcellus, consul en 51 av. J.-C. ; lui-même exerce la charge de consul, en 49.
Peu est connu de lui avant son consulat. Il a été élu principalement parce qu'il s'est opposé à Jules César.
Lui et son collègue ont soutenu la décision d'un des consuls précédents, Claudius Marcellus (son cousin), en donnant l'instruction de l'armée à Gnaeus Pompeius Magnus sans sanction du sénat.
Pendant leur consulat, César franchit le Rubicon et marche sur Rome. Il ne semble pas avoir incité la violence de Marcus Antonius et de plusieurs autres sénateurs à Ravenne.
Quand la guerre civile a éclaté, il a accompagné son collègue à Capoue et à Dyrrhachium. À Capoue, il a libéré les gladiateurs, les dispersant dans la campagne environnante, malgré la critique de ses amis.
En 48 av. J.-C. il est l'un des commandants dans la flotte de Pompée à Rhodes. Il meurt probablement pendant la bataille. Il n'est pas évoqué dans le discours de Cicéron sur le retour d'exil de son frère, M. Claudius Marcellus, mais l'orateur le mentionne dans la treizième Philippique parmi les victimes de la guerre civile.